# Aachenski kongres
Aachenski kongres održan je u Aachenu od 30. rujna do 21. studenog 1818. godine između Ujedinjenog Kraljevstva i država Svete alijanse (Austrijsko Carstvo, Rusko Carstvo i Pruska).

## Povijest
Pošto je Napoleon 18. lipnja 1815. pobijeđen kod Waterlooa (Belle-Alliance), sklopljen je 20. studenog 1815. drugi pariški mir. Pobjednici Engleska, Pruska, Austrija i Rusija uglaviše u tajnom dijelu ugovora, da će obdržavati povremene sastanke, na kojima će sudjelovati ili sami državni poglavice ili njihovi ministri u svrhu izvršenja ovoga ugovora, jačanja njihovih saveznih veza, prosuđivanja političkih prilika i određivanja mjera, koje će najbolje poslužiti čuvanju mira i napretku naroda. 
Prvi kongres, koji se održao prema ovoj odredbi, bijaše kongres u Aachenu 30. rujna—21. studenog 1818. Njegov se program kretao uglavnom oko izgradnje četvornog saveza između Engleske, Pruske, Austrije i Rusije. U početku se nije pomišljalo na to, da bi još koja država stupila u ovaj savez. Kako se htjelo izbjeći svim onim nemilim pojavama, koje se javiše na Bečkom kongresu, na ovaj kongres ni jesu bile pozvane druge države. 
Ipak je na kongres trebalo pozvati i Francusku, jer se imalo odlučiti o tome, da li će se iz Francuske povući strane vojske, koje su je bile zaposjele 1815. Tada je bilo odlučeno, da će ovo zaposjednuće trajati 5 godina, ali se podjednako predvidjela mogućnost, da se ono svede na 3 godine, ako se dotle prilike u Francuskoj srede. 
O ovoj evakuaciji stvorio se zaključak već 9. listopada 1818., pa je odmah Francuska bila pozvana, da stupi u postojeći savez. 
Tako je, prema zaključku od 15. studenog 1818., bila obrazovana pentarhija velikih sila. Kako — i pored toga — nije nestalo nepovjerenja u Francusku, a ni bojazni od novih revolucionarnih zapletaja, koji bi nastali u njoj, ostale četiri države ostaviše i nadalje na životu svoj dosadašnji četvorni savez, a u tajnom zapisniku uglaviše vojničke mjere, koje će u slučaju potrebe primijeniti protv Francuske. Sve kongresne države naglasiše, da će zajednički podržavati mir u Europi i u tu svrhu održavati posebne sastanke, réunions particulières, na koje će pozivati i druge države.
Pored ovog političkog dijela Aachenski se kongres pozabavio nekim pitanjima iz međunarodnog prava — tako promjenom naslova suverena i rangovima diplomatskih predstavnika. Kongres je nakon dugih vijećanja zaključio, da se izmjene naslova suverena ili prinčeva ne mogu provesti bez prethodnoga pristanka četiriju velikih sila, zastupanih na kongresu. Obzirom na drugo pitanje kongres je upotpunio Règlement sur le rang entre les agents diplomatiques od 9. ožujka 1815. time, što je »ministre rezidente« priznao kao posebnu klasu diplomatskih predstavnika i odredio im rang između poslanika drugoga reda i »charges d'affaires«.
Za vrijeme zasjedanja bila su nabačena i druga pitanja, sporovi između pojedinih članova Njemačke konfederacije, sukob Španjolske s Portugalom, rat Španjolske s njezinim američkim kolonijama.
O svemu tome kongres nije stvorio nikakvih odluka.